# Kamjane (Antrazyt)
Kamjane (ukrainisch Кам'яне; russisch Каменное/Kamennoje) ist eine Siedlung städtischen Typs im Süden der ukrainischen Oblast Luhansk mit etwa 2700 Einwohnern.
Der Ort gehört administrativ zur Stadtgemeinde der 9 Kilometer südwestlich liegenden Stadt Antrazyt und bildet hier eine eigene Siedlungsratsgemeinde, die Oblasthauptstadt Luhansk befindet sich 45 Kilometer nördlich des Ortes, durch den Ort verläuft das Flüsschen Kamjanka (Кам'янка).
Kamjane wurde 1787 gegründet und hieß zunächst Kamjanyj Jar (Кам'яний Яр; russisch Kammeny Jar/Каменный Яр), 1929 bis 1938 Kamjano-Millerowe/Кам’яно-Міллерове und wurde 1938 zur Siedlung städtischen Typs erhoben, seit Sommer 2014 ist der Ort im Verlauf des Ukrainekrieges durch Separatisten der Volksrepublik Lugansk besetzt. Die Kohlenschächte im Ort wurden bereits 1997 wegen Unrentabilität geschlossen.